# Анастасиос Далипис
Анастасиос (Тасос) Далипис (на гръцки: Αναστάσιος Νταλίπης) е гръцки политик от XX век, няколко мандата депутат и областен управител на Западна Македония от 1946 до 1947 година.

## Биография
Анастасиос Далипос е роден в 1895 година в костурското село Габреш, днес Гаврос, Гърция, като втори син на гъркоманския андартски капитан Димитър Далипо (Димитриос Далипис), убит в сражение с български чети в 1906 година.
След смъртта на баща им децата на Далипо заминават за Гърция от страх от българско отмъщение. През 1912 година при избухването на Балканската война на 16-годишна възраст с фалшиви документи Анастасиос Далипос се присъединява като доброволец към гръцката армия и участва като войник в битката при Бизани. През 1917 година завършва Военната академия с чин втори лейтенант. Участва в Гръцко-турската война и печели златен орден за храброст. В Мала Азия загива брат му лейтенант Атанасиос Далипис.
През 1923 г. Далипис напуска редиците на армията, той учи в Националната мецовска политехника и след това работи като инженер геодезист в различни райони на Гърция.
Навлиза в политиката и е избран за депутат от района на Костур-Лерин на изборите през 1932, 1935 и 1936 година. Член е на фашистката организация Национално единение на Гърция (ЕЕЕ).
В 1939 година се връща в армията и при избухването на Итало-гръцката война е заместник-командир на 33-ти пехотен полк, с който се сражава на албанския фронт и е ранен в сражението Бубеси (Кота 717). Отличен е за втори път със златен орден за храброст. При германското настъпление на следната 1941 година се сражава на Крит и с последния английски конвой на 29 май 1941 г. се оттегля в Египет. Завръща се в Гърция при освобождението на страната през 1944 г. и се пенсионира с чин полковник.
През 1946 г. той е избран за депутат за четвърти път от Костур-Лерин. Той е губернатор на Западна Македония (1946 – 1947 г.) по време на Гражданската война при правителствата на Константинос Цалдарис (1946) и Димитриос Максимос (1947).
Той е първият гръцки политик, който със статия в списание „Елиникон Ема“ осъжда Тито и Югославия за прякатака намеса в Гръцката гражданска война, с крайна цел завладяването на Гръцка Македония. Тогава Тито протестира пред ООН оттегля посланика си в Гърция и Анастасиос Далипис подава оставка, която обаче не е приета и впоследствие Гърция се обръща към ООН за мерки срещу Югославия.
През 1947 г. като македонски депутат, той пътува за своя сметка в Съединените щати и Канада, където разговаря с гръцките общности, и отхвърля аргументите на българската и югославската пропаганда, която по това време е силно активна в много държави. В резултат от това пътуване гръцките емигрантски общности се обединяват в организацията Панмакедоникис.
Далипис е женен за Димитра Н. Кирицу, с която имат три деца, едно момче и две момичета. Умира след операция в Атина на 15 юли 1949 г.